# Michał Krygowski
Michał Krygowski (ur. 8 kwietnia 1986) – polski piłkarz ręczny, rozgrywający. Od 2023 roku zawodnik Viretu Zawiercie.

## Życiorys
Jest wychowankiem Ostrovii Ostrów Wielkopolski. Jako junior grał w Szkole Mistrzostwa Sportowego w Gdańsku. W 2005 roku został zawodnikiem AZS-AWFiS Gdańsk. W sezonie 2005/2006 rozegrał 17 spotkań w Superlidze, w których zdobył 22 bramki. Następnie grał w Szczypiornie Kalisz, a w 2010 roku przeszedł do ASPR Zawadzkie. Później ponownie grał w kaliskim klubie oraz ASPR. W 2015 roku przeszedł do Stali Mielec. W barwach Stali grał do 2017 roku, rozgrywając 46 spotkań w Superlidze, w których zdobył 73 bramki. Następnie przeszedł do ASPR Zawadzkie. W 2023 roku został zawodnikiem Viretu Zawiercie.

## Bilans klubowy w rozgrywkach ligowych
| Sezon         | Klub                   | Liga      | Mecze | Bramki |
| 2005/2006     | KS AZS AWFiS Gdańsk    | Superliga | 17    | 22     |
| 2009/2010     | KPR Szczypiorno Kalisz | II liga   | 21    | 69     |
| 2010/2011     | ASPR Zawadzkie         | I liga    | 19    | 29     |
| 2012/2013     | MKS Kalisz             | I liga    | 25    | 84     |
| 2013/2014     | ASPR Zawadzkie         | II liga   | 26    | 119    |
| 2014/2015     | ASPR Zawadzkie         | II liga   | 22    | 88     |
| 2015/2016 (j) | ASPR Zawadzkie         | II liga   | 3     | 12     |
| 2015/2016     | PGE Stal Mielec        | Superliga | 21    | 39     |
| 2016/2017     | SPR Stal Mielec        | Superliga | 25    | 34     |
| 2017/2018     | ASPR Zawadzkie         | I liga    | 37    | 43     |
| 2018/2019     | ASPR Zawadzkie         | I liga    | 21    | 53     |
| 2019/2020     | ASPR Zawadzkie         | I liga    | 17    | 58     |
| 2020/2021     | ASPR Zawadzkie         | I liga    | 20    | 119    |
| 2021/2022     | ASPR Zawadzkie         | II liga   | 22    | 99     |
| 2022/2023     | ASPR Zawadzkie         | I liga    | 20    | 106    |